# Río Cholguán
Río Cholguán är ett vattendrag i Chile.   Det ligger i regionen Región del Biobío, i den södra delen av landet, 400 km söder om huvudstaden Santiago de Chile.
I omgivningen kring Río Cholguán växer i huvudsak städsegrön lövskog. Området är glesbefolkat, med 9 invånare per kvadratkilometer.